# NGC 4112
NGC 4112 est une galaxie spirale intermédiaire (barrée ?) située dans la constellation du Centaure. NGC 4112 a été découverte par l'astronome britannique John Herschel en 1835.

## Caractéristiques
Sa vitesse par rapport au fond diffus cosmologique est de 3 016 ± 44 km/s, ce qui correspond à une distance de Hubble de 44,5 ± 3,2 Mpc (∼145 millions d'al).
La classe de luminosité de NGC 4112 est II.